# All Kinds of Everything

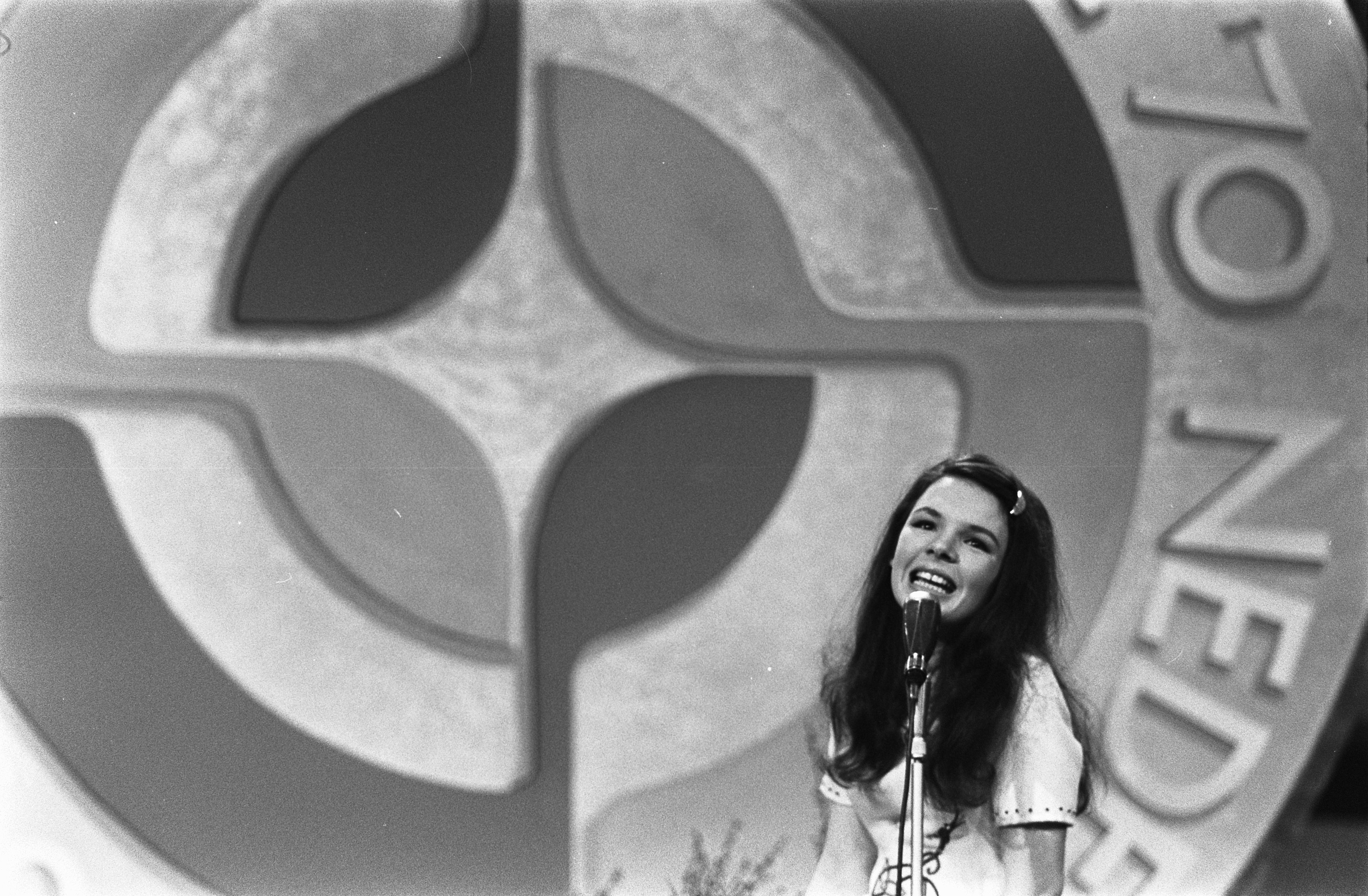
Dana Scallon, Eurowizja, 1970.

All Kinds of Everything – utwór muzyczny irlandzkiej piosenkarki Dany, wydany w marcu 1970 i umieszczony na jej debiutanckim albumie studyjnym o tym samym tytule. Piosenkę napisali Derry Lindsay i Jackie Smith.
W 1970 utwór reprezentował Irlandię w 15. Konkursie Piosenki Eurowizji organizowanym w Amsterdamie, gdzie zajął pierwsze w finale.

## Lista utworów
Singel 7″
1. „All Kinds of Everything” – 3:00
2. „Channel Breeze” – 2:10

## Notowania na listach przebojów
| Lista (1970)              | Pozycja |
| ------------------------- | ------- |
| Austria                   | 7       |
| Australia                 | 34      |
| Belgia (Flandria)         | 1       |
| Belgia (Walonia)          | 16      |
| Holandia (Single Top 100) | 2       |
| Irlandia                  | 1       |
| Niemcy                    | 4       |
| Szwajcaria                | 3       |
| Wielka Brytania           | 1       |